# Sortbrystet vagtel
Den sortbrystede vagtel (coturnix pectoralis) er en australsk vagtelart, der findes i Australien og på Tasmanien. Den er 18-18,5 cm lang. Hannen er normalt lidt mindre end hunnen. Hunnen lægger normalt 7-8 æg, men det kan forekomme, at hun lægger op til 14 æg, som hun udruger alene, hvilket tager 18 dage. 